# Bill Justice
Bill Justice, pseudonimo di William Barnard Justice (Dayton, 9 febbraio 1914 – Santa Monica, 10 febbraio 2011), è stato un animatore e ingegnere statunitense che disegnò per la Walt Disney Company.
Si era laureato alla Herron School of Art and Design di Indianapolis.

## Biografia
Justice entrò a far parte dei Walt Disney Studios come animatore nel 1937 e lavorò a film come Fantasia, I tre caballeros, Alice nel paese delle meraviglie e Le avventure di Peter Pan. È probabilmente meglio conosciuto come l'animatore del coniglio Tamburino di Bambi e Chipmunks in Cip & Ciop. Diresse Un cavallo per il cow boy (1956), Jack and Old Mac (1956), The Truth About Mother Goose (1957), Noah's Ark (1959) e A Symposium On Popular Songs (1962), questi ultimi tre tutti candidati agli Oscar come miglior soggetto di cartone animato. In totale lavorò a 57 cortometraggi e a 19 lungometraggi.
Nel 1960 Bill Justice iniziò a ridisegnare e realizzare nuovi costumi per i personaggi Disney per Disneyland e, successivamente, per gli altri parchi e resort Disney. Nel 1965 Justice entrò a far parte della Walt Disney Imagineering, dove programmò personaggi per diverse attrazioni Disney come Pirati dei Caraibi, Haunted Mansion e Country Bear Jamboree. Si ritirò dalla Disney Company già dal 1979 e nel 1996 gli fu assegnato il riconoscimento Disney Legend. È stato autore di Justice for Disney, che racconta i suoi anni con la compagnia. Bill Justice morì per cause naturali in una casa di cura a Santa Monica, in California, un giorno dopo aver compiuto 97 anni. Era sposato con Kim, ed aveva una figlia.